# Feng Yuanjun
Pour les articles homonymes, voir Feng.
Dans ce nom, le nom de famille, Feng, précède le nom personnel.
Feng Yuanjun (en chinois : 冯沅君, née le 4 septembre 1900, morte le 17 juin 1974, est une femme de lettres chinoise, et une enseignante de littérature classique et de littérature historique. Elle était mariée à l’écrivain compatriote Lu Kanru (1903-1978) avec qui elle a co-rédigé plusieurs œuvres littéraires.

## Biographie
Feng Yuanjun est née dans une famille de lettrés. Elle devient orpheline de son père très jeune. C’est sa mère, très présente, qui prend en charge les besoins de la famille et lui permet de continuer à étudier, avec l’aide de ses frères aînés, en travaillant comme directrice d’école. Feng Yuanjun  a ainsi la possibilité d’effectuer des études à l'École normale supérieure féminine de Pékin dans la période de 1917 à 1922. Elle participe concomitamment, à partir de début mai 1919, au mouvement du 4-Mai. Ce mouvement, étudiant au départ, est principalement dirigé contre les prétentions de l'empire du Japon sur la Chine.
Après avoir obtenu son diplôme, elle entre à l'université de Pékin pour un cursus en littérature classique chinoise. Elle en sort, diplômée, en 1925. Elle occupe ensuite des postes d'enseignement à l'université de Jinling à Nanjing et l'université Zhongfa à Pékin. En 1929, elle se marie à l’écrivain compatriote Lu Kanru. En 1930, elle a été nommée enseignante à l'université de Pékin. Elle est le premier professeur de sexe féminin. De 1932 à 1935, elle travaille sur une thèse de doctorat sur la littérature classique chinoise, à l'université de Paris, en France. La France est alors une référence récurrente pour les intellectuels chinois dans leur analyse de la situation de leur pays qui s’extrait à grand peine d’un régime impérial. À son retour, elle s'impose dans les auteures importantes des années 1930, parmi une génération acquise aux idées démocratiques, aux côtés de Bing Xin, Ding Ling, Su Xuelin et Ling Shuhua.
Au cours de la seconde guerre sino-japonaise, Feng Yuanjun et son mari Lu Kanru sont conduits à  vivre et travailler dans différentes cités dans le sud et le sud-ouest de la Chine. Après la guerre, elle retourne  à l'Université Dongbei à Shenyang. En 1946, elle rejoint l'université du Shandong, alors située à Qingdao, et plus tard avec l'université de Jinan. Elle devient ensuite vice-président de l'université du Shandong.
Pendant la période dite de révolution culturelle, elle fait l’objet de brimades et de persécutions, ayant été classée « enseignante réactionnaire »,  comme la plupart de ses collègues. Elle meurt d’un cancer du colon en 1974, avant la fin de cette révolution culturelle.